# Liste der Einträge im National Register of Historic Places im Pleasants County
Diese Liste der Einträge im National Register of Historic Places im Pleasants County enthält alle im Pleasants County, West Virginia in das National Register of Historic Places eingetragenen Gebäude, Bauwerke, Objekte, Stätten oder historischen Distrikte.
Diese Liste entspricht dem Bearbeitungsstand des National Park Service/National Register of Historic Places vom 27. September 2024.

## Legende
| NRHP | Historic Place |

## Aktuelle Einträge
| [ 2 ] | Name                        | Bild           | Eintragsdatum                 | Lage                                                     | Ort       | Beschreibung |
| ----- | --------------------------- | -------------- | ----------------------------- | -------------------------------------------------------- | --------- | ------------ |
| 1     | Cain House                  | Cain House     | 25. Juni 1980 ID-Nr. 80004037 | Creel St. und Riverside Dr. 39° 23′ 20″ N, 81° 12′ 34″ W | St. Marys |              |
| 2     | Pleasants County Courthouse | weitere Bilder | 25. Aug. 2004 ID-Nr. 04000917 | 301 Court Lane 39° 23′ 19″ N, 81° 12′ 17″ W              | St. Marys |              |